# 陆以庄
陆以庄（？—1827年），字履康，号平泉，浙江萧山人，清朝政治人物，進士出身。

## 生平
少从王宗炎游，砥行修学，嘉庆元年（1795年）登丙辰科进士，选庶吉士，官至工部尚书，兼管顺天府府尹事务。他曾与汤金钊等人同起同坐，同朝议事，得到过嘉庆、道光两朝皇帝的恩宠。道光七年（1827年）卒于京邸，谥文恭。